# Eucalyptus exilis
Eucalyptus exilis är en myrtenväxtart som beskrevs av Murray Ian Hill Brooker. Eucalyptus exilis ingår i släktet Eucalyptus och familjen myrtenväxter. Inga underarter finns listade i Catalogue of Life.